# Mglin
Mglin (ryska Мглин) är en stad i Brjansk oblast i västra Ryssland. År 2024 hade Mglin 6 783 invånare.

## Historia
Man tror att Mglin har funnits sedan mitten av 1100-talet men orten nämns första gången år 1387 då den införlivades med storfurstendömet Litauen. Mglin erövrades 1502 av ryska trupper men under den Stora oredan i Ryssland i början av 1600-talet återgick orten till Litauen. År 1652 erövrade ryssarna staden på nytt och den har därefter varit rysk. 
Den svenska hären tågade den 15 september 1708 söderut från Tatarsk med sikte på att slå vinterläger i Starodub. Av misstag erövrade avantgardet Mglin i stället. Det gick dock inte att övervintra där utan den 11 oktober fortsatte marschen mot Ukraina.
År 1781 beviljades Mglin stadsrättigheter i sin egenskap av gränsfästning och områdescentrum. Under Andra världskriget ockuperades Mglin den 16 augusti 1941 av tyska trupper. Stadens kvarvarande omkring 500 judar arkebuserades den 2 mars 1942. Staden återerövrades av Röda armén den 22 september 1943. Staden har idag industrier med anknytning till jordbruk.